# Рагби 13 репрезентација Канаде
Рагби 13 репрезентација Канаде представља Краљевину Канаду  у екипном, колизионом спорту, рагбију 13.
Рагби 13 репрезентација Канаде је тренутно 38. на светској рагби 13 ранг листи. Боје дреса, шорца и чарапа су црвена и црна. Утакмице као домаћини, канадски тринаестичари играју на стадиону "Лампорт" у Онтарију.
Рагби 13 репрезентација Канаде до сада није учествовала, на Светском купу, али је редовни учесник Карипског купа, где игра против Јамајке, Колонијалног купа где се бори против САД, Атлантског купа, у коме се такмиче против Јамајке и САД, као и лиге Америчког континента у рагбију 13.
Канада је до сада једном играла против Србије у рагбију 13 и победили су наши тринаестичари. Канађани су једном победили Босанце и Херцеговце, а имали су прилику и да играју против јаких репрезентација, Француске, Енглеске, Фиџија и Либана.

## Историја рагбија 13 у Краљевини Канади
Почетком двадесетог столећа, после Господа Христа, појавио се рагби 13 у Канади, али су развој тог спорта, саботирали и кочили водећи људи канадског рагбија 15. Кроз историју, с времена на време, гасио се и поново оживљавао рагби 13 у Канади. 
Прву историјску утакмицу, тринаестичари Краљевине Канаде су одиграли против САД 1987. и победили су 23-10.
Канада је два пута била учесник Светског купа у рагбију 13, за народе у развоју, 1995 и 2000. 
Највећу победу Канађани су забележили над комшијама Американцима, 2014. у Онтарију, 52-14. Најтежи пораз у рагбију 13, Канада је доживела од Енглеза, у Торонту (покрајина Онтарио), шестог октобра 2012.

### Учинак рагби 13 репрезентације Краљевине Канаде против других репрезентација
Канађани су логично, најчешће играли против комшија Американаца и Јамајчана.
| Противник | Одиграно утакмица | Победа Канаде | Нерешено | Пораз Канаде |
| --------- | ----------------- | ------------- | -------- | ------------ |
| Србија    | 1                 | 0             | 0        | 1            |
| БиХ       | 1                 | 1             | 0        | 0            |
| Чиле      | 1                 | 1             | 0        | 0            |
| Енглеска  | 2                 | 0             | 0        | 2            |
| Фиџи      | 1                 | 0             | 0        | 1            |
| Француска | 1                 | 0             | 0        | 1            |
| Италија   | 1                 | 0             | 0        | 1            |
| Јамајка   | 9                 | 5             | 1        | 3            |
| Јапан     | 2                 | 1             | 0        | 1            |
| Либан     | 1                 | 1             | 0        | 0            |
| ЈАР       | 1                 | 0             | 0        | 1            |
| САД       | 24                | 5             | 0        | 19           |

| Одиграно утакмица | Победа Канаде | Нерешено | Пораз Канаде |
| ----------------- | ------------- | -------- | ------------ |
| 45                | 14            | 1        | 30           |

### Учинак рагби 13 репрезентације Краљевине Канаде на међународним такмичењима

#### Колонијани куп
- 2010. Друго место
- 2011. Друго место
- 2012. Друго место
- 2013. Друго место
- 2014. Првак
- 2015. Првак

#### Карипски куп
- 2011. Првак
- 2012. Првак
- 2013. Првак
- 2014. Првак

#### Атлантски куп
- 2010. Друго место

#### Лига Америке у рагбију 13
- 2016. Друго место
- 2017. Треће место
- 2018. Треће место

#### Светски куп у рагбију 13 за народе у развоју
- 2000. Пето место

## Тренутни састав рагби 13 репрезентације Краљевине Канаде
Селектор, господин Ерон Цимерли
Играчи
- Капитен Скајлер Думас
- Едру Жижер
- Етан Ленгс
- Мајкл Мастројани
- Емил Боргрин
- Тони Феликс
- Мет Келверт
- Бред Остин
- Чарлс Каран
- Џејмс Робертсон
- Дин Паркер
- Доминик Виши
- Ентоан Бленк
- Кајл Којивисто
- Ерик Мојер
- Џејмс Гвоткин
- Тајлер Доран
- Мајк Галахер
- Тревис Депаскал
- Џордон Хенри